# Svoboda, Baștanka
Svoboda (în ucraineană Свобода) este un sat în comuna Kașpero-Mîkolaiivka din raionul Baștanka, regiunea Mîkolaiiv, Ucraina.

## Demografie
Componența lingvistică a localității Svoboda
     Ucraineană (89,47%)
     Rusă (7,89%)
     Belarusă (2,63%)
Conform recensământului din 2001, majoritatea populației localității Svoboda era vorbitoare de ucraineană (89,47%), existând în minoritate și vorbitori de rusă (7,89%) și belarusă (2,63%).